# Hapsifera
Hapsifera is een geslacht van vlinders van de familie echte motten (Tineidae), uit de onderfamilie Hapsiferinae.

## Soorten
- H. acrogona Meyrick, 1921
- H. albescens Diakonoff, 1967
- H. barbata (Christoph, 1881)
- H. burgeoni Ghesquière, 1940
- H. clara Meyrick, 1934
- H. correpta Meyrick, 1931
- H. cristinae Capuse, 1971
- H. chalinoea (Meyrick, 1908)
- H. deviella (Walker, 1863)
- H. equatorialis Gozmány, 1967
- H. euschema Gozmány, 2004
- H. glebata Meyrick, 1908
- H. gypsophaea Gozmány, 1965
- H. haplotherma Meyrick, 1934
- H. hastata Gozmány, 1969
- H. hilaris Gozmány, 1965
- H. ignobilis Meyrick, 1919
- H. lecithala Gozmány & Vári, 1973
- H. lithocentra Meyrick, 1920
- H. luridella Zeller, 1847
- H. lutea Gozmány, 1967
- H. luteata Gozmány, 1965
- H. marmarota Meyrick, 1914
- H. meliceris Meyrick, 1908
- H. multiguttella (Ragonot, 1895)

- H. nidicola Meyrick, 1935
- H. nigraurella Viette, 1967
- H. niphoxantha Gozmány, 1965
- H. ochroptila Meyrick, 1908
- H. pachypsaltis Gozmány, 1965
- H. paraglareosa Gozmány, 1968
- H. pardalea Meyrick, 1908
- H. platyloxa Meyrick, 1930
- H. punctata Petersen, 1961
- H. refalcata Gozmány, 1967
- H. revoluta Meyrick, 1914
- H. rhodoptila Meyrick, 1920
- H. richteri Gozmány, 1965
- H. scabrata Meyrick, 1916
- H. seclusella (Walker, 1864)
- H. sepiella Caradja, 1927
- H. septica Meyrick, 1908